# Alan Rachins
Alan Leonard Rachins, född 3 oktober 1942 i Cambridge, Massachusetts, död 2 november 2024 i Los Angeles, var en amerikansk skådespelare.
Rachins är mest känd för sina roller som Douglas Brackman i Lagens änglar och Dharmas pappa Larry Finkelstein i Dharma & Greg.
Han var med i den ursprungliga uppsättningen av Oh! Calcutta! Off-Broadway. Genom sin hustru var han svåger till Steven Bochco, medskapare till Lagens änglar, som skrev rollen som Douglas Brackman med Rachins i åtanke.

## Filmografi i urval
- 1979 – Dallas (TV-serie) (1 avsnitt)
- 1986–1994 – Lagens änglar (TV-serie) (171 avsnitt)
- 1990 – Mitt svarta jag
- 1990 – Perry Mason: The Case of the Silenced Singer
- 1991 – Pantertanter (TV-serie) (1 avsnitt)
- 1991 – Röster från andra sidan graven (TV-serie) (1 avsnitt)
- 1992–1994 – Batman: The Animated Series (TV-serie) (röst) (röstroll, 2 avsnitt)
- 1994 – Snacka om rackartyg
- 1995 – Showgirls
- 1996 – Diagnos mord (TV-serie) (1 avsnitt)
- 1996 – Lois & Clark (TV-serie) (2 avsnitt)
- 1996 – Rugrats (TV-serie) (röstroll, 1 avsnitt)
- 1997 – Stargate SG-1 (TV-serie) (1 avsnitt)
- 1997–2002 – Dharma & Greg (TV-serie) (119 avsnitt)
- 2005 – CSI: Crime Scene Investigation (TV-serie) (1 avsnitt)
- 2005 – Justice League Unlimited (TV-serie) (röstroll, 1 avsnitt)
- 2006 – Close to Home (TV-serie) (1 avsnitt)
- 2011–2013 – Rizzoli & Isles (TV-serie) (6 avsnitt)
- 2012 – American Dad! (TV-serie) (röstroll, 1 avsnitt)
- 2016–2018 – General Hospital (TV-serie) (5 avsnitt)
- 2018 – Grey's Anatomy (TV-serie) (1 avsnitt)
- 2021 – Young Sheldon (TV-serie) (1 avsnitt)
- 2023 – NCIS (TV-serie) (1 avsnitt)